# Konferencja BIS

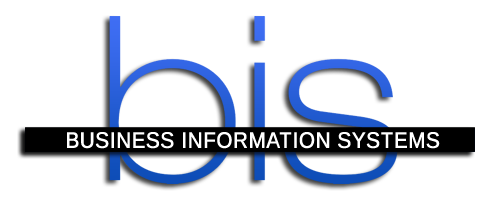
Logo konferencji BIS

Konferencja BIS (Business Information Systems) – cykliczna międzynarodowa konferencja informatyczna organizowana przez Katedrę Informatyki Ekonomicznej Uniwersytetu Ekonomicznego w Poznaniu, skierowana do środowisk naukowych oraz ludzi zaangażowanych w rozwijanie aplikacji biznesowych.

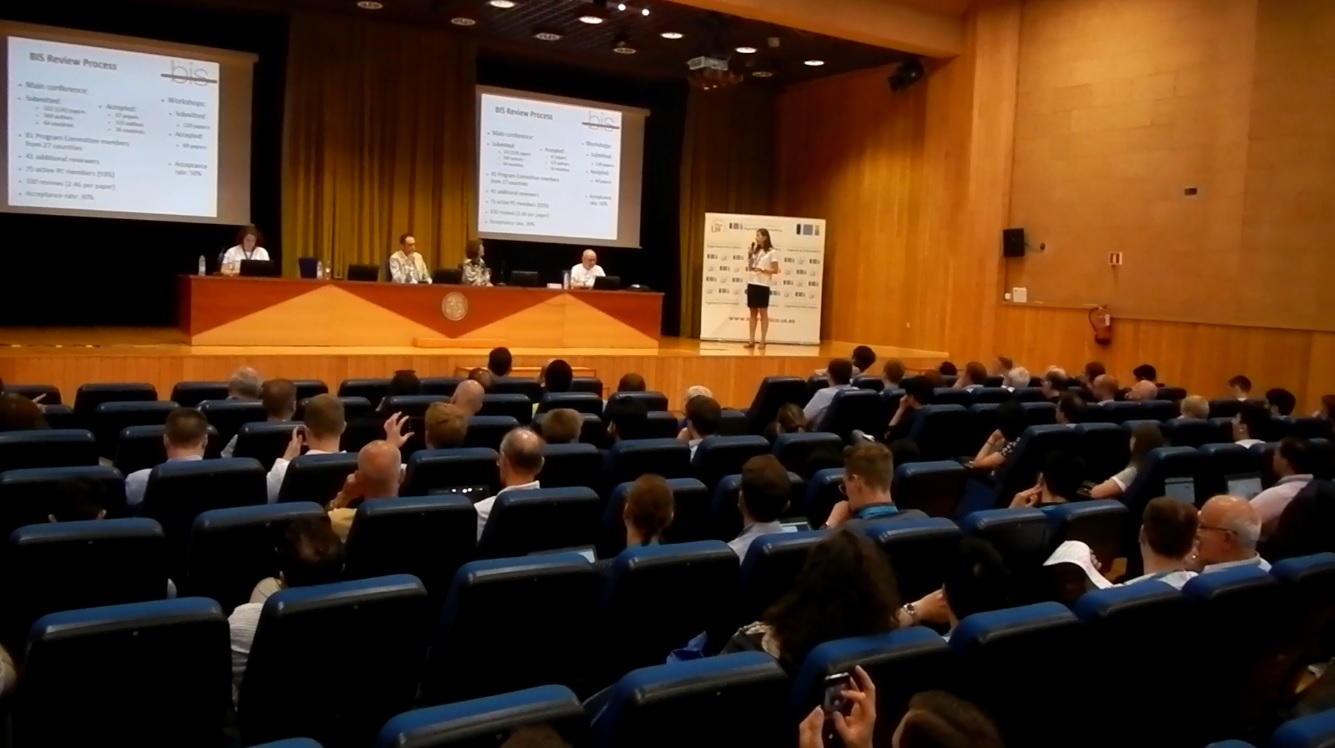
Konferencja BIS 2019

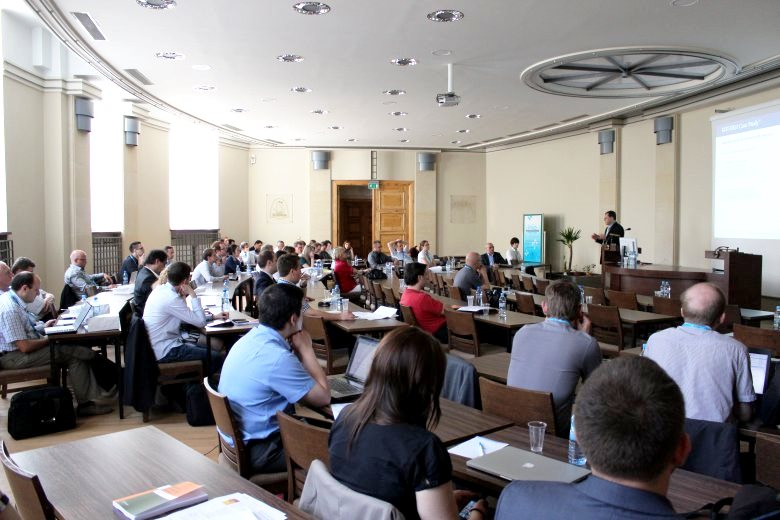
Konferencja BIS 2013

Pierwsza konferencja BIS została zorganizowana w Poznaniu w 1997 r.

## Historia
| Edycja | Data                     | Lokalizacja                          | Temat                                                                       | Organizator lokalny |
| ------ | ------------------------ | ------------------------------------ | --------------------------------------------------------------------------- | --- |
| XXIII  | 8–10 czerwca 2020        | Colorado Springs (Stany Zjednoczone) | Digital Data Science and Security                                           | Uniwersytet Kolorado |
| XXII   | 26–28 czerwca 2019       | Sewilla (Hiszpania)                  | Data Science for Business Information Systems                               | Uniwersytet w Sewilli |
| XXI    | 18–20 lipca 2018         | Berlin (Niemcy)                      | Digital Transformation an imperative in today’s business markets            | Fraunhofer FOKUS |
| XX     | 28–30 czerwca 2017       | Poznań                               | Big Data Analytics for Business and Public Administration                   | Uniwersytet Ekonomiczny w Poznaniu |
| XIX    | 6–8 lipca 2016           | Lipsk (Niemcy)                       | Smart Business Ecosystems                                                   | Uniwersytet w Lipsku |
| XVIII  | 24–26 czerwca 2015       | Poznań                               | Making Big Data Smarter                                                     | |
| XVII   | 21–23 maja 2014          | Larnaka (Cypr)                       | Big Data: problems solved and remaining challenges                          | Uniwersytet Cypryjski, Wydział Informatyki                                                                                               |
| XVI    | 19–20 czerwca 2013       | Poznań                               | Business Applications on the Move                                           | |
| XV     | 21–23 maja 2012          | Wilno (Litwa)                        | Advanced Computational Gateway to Business Information Management           | Uniwersytet Wileński |
| XIV    | 15–17 czerwca 2011       | Poznań                               | Towards flexible, personalized and adaptive business applications           | |
| XIII   | 3–5 maja 2010            | Berlin (Niemcy)                      | Future Internet Business Services                                           | Wolny Uniwersytet Berliński |
| XII    | 27–29 kwietnia 2009      | Poznań                               | Information Systems for Agile Organizations                                 | |
| XI     | 5–7 maja 2008            | Innsbruck (Austria)                  | Business processes and social contexts – reaching beyond the enterprise     | Uniwersytet Leopolda i Franciszka w Innsbrucku                                                                                           |
| X      | 25–27 kwietnia 2007      | Poznań                               | Semantic integration of data and processes across enterprises and societies | |
| IX     | 31 maja – 2 czerwca 2006 | Klagenfurt (Austria)                 |                                                                             | Alpen-Adria-Universität Klagenfurt |
| VIII   | 20–22 kwietnia 2005      | Poznań                               |                                                                             | |
| VII    | 21–23 kwietnia 2004      | Poznań                               |                                                                             | |
| VI     | 4–6 czerwca 2003         | Colorado Springs (Stany Zjednoczone) |                                                                             | University of Colorado, The College of Business and Administration and the Colorado Institute for Technology Transfer and Implementation |
| V      | 24–25 kwietnia 2002      | Poznań                               |                                                                             | |
| IV     | 12–13 kwietnia 2000      | Poznań                               |                                                                             | |
| III    | 14–16 kwietnia 1999      | Poznań                               |                                                                             | |
| II     | Kwiecień 1998            | Poznań                               |                                                                             | |
| I      | Kwiecień 1997            | Poznań                               |                                                                             | |